# Dorien Cuylaerts
Dorien Cuylaerts (Turnhout, 27 september 1980) is een Belgisch Vlaams-nationalistisch politica voor de N-VA. 

## Levensloop
Cuylaerts studeerde in 2003 af als regent in de Lichamelijke Opvoeding en Informatica aan de Katholieke Hogeschool Kempen en werkte van 2003 tot eind 2012 als leerkracht lichamelijke opvoeding in het Koninklijk Atheneum in Schoten. Ook was zij van 2000 tot 2009 aan de slag als fitnessinstructeur en van 2016 tot 2020 eigenaar van een webshop voor betaalbare kinderkleding.
Cuylaerts werd bij de gemeenteraadsverkiezingen van oktober 2006 voor het eerst verkozen tot gemeenteraadslid van Rijkevorsel, op de kieslijst van de lokale partij 'Samen Nieuw Rijkevorsel' (SNR). Haar partij sloot een bestuurscoalitie met Gemeentebelangen/VLD en sp.a. In januari 2010 belandde ze in het college van burgemeester en schepenen als schepen van Jeugd, Milieu, Toerisme, Middenstand, Gelijke Kansen, Ontwikkelingssamenwerking, Erediensten, Energie en Europese aangelegenheden. In 2011 verliet ze de SNR en stichtte ze mee de lokale afdeling van de N-VA. 
Bij de gemeenteraadsverkiezingen van oktober 2012 was er voor de eerste maal in de gemeente een N-VA kieslijst. Met zeven verkozenen op deze lijst werd het eensklaps de grootste partij en kon ze een bestuurscoalitie sluiten met de vijf gemeenteraadsleden van de CD&V en de drie leden van de lokale SNR. De meerderheid had 15 van de 21 zetels. Cuylaerts werd begin 2013 burgemeester en was na Maria Brughmans de tweede vrouwelijke burgemeester van de gemeente, alsook op dat moment de jongste N-VA burgemeester van Vlaanderen. Bij de gemeenteraadsverkiezingen van oktober 2018 haalde ze als lijsttrekker 2.472 stemmen. Alhoewel haar partij met 11 op 21 zetels de absolute meerderheid behaalde, besloot ze toch een coalitie aan te gaan met de CD&V en bleef ze burgemeester. In oktober 2024 viel N-VA terug naar 9 op 23 zetels, maar bleef ze de grootste partij in Rijkevorsel. De partij zette de coalitie met CD&V, dat was opgekomen onder de naam samen2310, verder en Cuylaerts kon aan haar derde termijn als burgemeester beginnen.
Ze was ook meermaals kandidaat bij bovenlokale verkiezingen. Bij de Vlaamse verkiezingen van mei 2014 stond ze op de dertiende plaats van de N-VA-lijst in de kieskring Antwerpen, maar werd ze niet verkozen. Bij de Vlaamse verkiezingen van mei 2019 was ze tweede opvolger. Bij de federale verkiezingen van juni 2024 werd ze vierde op de Antwerpse N-VA-lijst en op die manier verkozen in de Kamer van volksvertegenwoordigers. Ze werd er vast lid van de commissie Mobiliteit en Overheidsbedrijven en ging zich toeleggen op de dossiers rond de NMBS en de Regie der Gebouwen.
Cuylaerts en haar echtgenoot zijn getrouwd sinds 2019 en hebben samen drie kinderen.